# Bundesstraße 406
Die Bundesstraße 406 (Abkürzung: B 406) verbindet die saarländisch-luxemburgische Grenze zwischen Remich und Perl-Nennig mit der saarländisch-französischen Grenze zwischen Saarbrücken-Güdingen und Sarreguemines. Verlief sie früher zwischen Merzig und der französischen Grenze am westlichen (linken) Ufer der Saar, ist sie heute durch die parallel am selben Ufer verlaufenden Autobahnen A 8 und A 620 ersetzt worden.

## Verlauf
Die B 406 beginnt auf der Mosel-Brücke zwischen Remich und Perl-Nennig und kreuzt nach etwa 200 Metern die B 419. Danach steigt sie vom Moseltal auf und durchquert die Ortschaft Perl-Sinz. Einige Kilometer weiter zweigt sie an der Kreuzung "Potsdamer Platz" ab in Richtung Perl. Vor Perl erreicht sie schließlich die A 8. Dort endet die Bundesstraße und wird durch diese Autobahn ersetzt. Die Autobahn wird am Autobahndreieck Saarlouis durch die A 620 verlängert.
An der Anschlussstelle Saarbrücken-Schönbach ist die B 406 wieder eigenständig und führt an der ehemaligen deutschen Niederlassung von Peugeot und Güdingen vorbei nach Frankreich. An der Grenze schließt die französische Route nationale RN 61 an.

## Kreuzungen
Die B 406 kreuzt in ihrem heutigen Verlauf die folgenden Bundesstraßen und Autobahnen:
- B 419 in Perl-Nennig
- B 407 zwischen Perl-Sinz und Perl-Oberleuken
- A 8 an der Anschlussstelle Perl-Borg
- A 620 an der Anschlussstelle Saarbrücken-Schönbach

Ferner gibt es in Güdingen eine Querspange zur B 51, die auf der östlichen (rechten) Saar-Seite parallel zur B 406 verläuft.

## Sehenswürdigkeiten
Die B 406 führt in ihrem Verlauf an folgenden Sehenswürdigkeiten vorbei:
- Schlossruine Bübingen, Nennig-Bübingen
- In Perl-Nennig: Römische Villa, Casino Schloss Berg
- Bei Perl-Sinz: Kriegsdenkmal (Parkplatz vor dem Potsdamer Platz)[1]
- In Perl-Borg: Römische Ausgrabungen
- In Saarbrücken-Güdingen: Peugeot-Deutschland (ehemals), Pferderennbahn und Driving Range.